# Ліпінець
Ліпінець (пол. Lipiniec, нім. Lipin Hauland) — село в Польщі, у гміні Марґонін Ходзезького повіту Великопольського воєводства.
Населення — 156 осіб (2011).
У 1975-1998 роках село належало до Пільського воєводства.

## Демографія
Демографічна структура станом на 31 березня 2011 року:
|          | Загалом | Допрацездатний вік | Працездатний вік | Постпрацездатний вік |
| -------- | ------- | ------------------ | ---------------- | -------------------- |
| Чоловіки | 86      | 30                 | 52               | 4                    |
| Жінки    | 70      | 16                 | 42               | 12                   |
| Разом    | 156     | 46                 | 94               | 16                   |